# 也门希伯来语
也门希伯来语（希伯来语：עִבְרִית תֵּימָנִית）是也门犹太人所保留下來的希伯來語發音以及語法。許多學者認為由於几个世纪以来，也门犹太人與其他族群交流並不頻繁，所以他們保留了一些希伯来语發音以及語法特征。